# Заїдов Міргіяс Аббасович
Міргіяс Аббасович Заїдов (13 травня 1930, місто Ташкент, тепер Узбекистан — 7 січня 2025) — радянський узбецький діяч, голова Узбецької республіканської Ради профспілок. Депутат Верховної ради СРСР 7—9-го скликань. Кандидат економічних наук, доктор економічних наук, професор.

## Життєпис
Народився в Ташкенті (махала Дегрез району Хадра) в родині службовця Міраббаса Заїдова та Західахон. Батько працював директором заводу «Ташсільмаш».
Після закінчення середньої школи вступив до Ташкентського педагогічного інституту, який закінчив у 1951 році.
У 1951—1953 роках — вчитель середньої школи.
Член КПРС з 1953 року.
З 1953 по 1958 рік — на комсомольській роботі.
У 1958 — січні 1963 року — секретар районного комітету КП Узбекистану; заступник завідувача відділу ЦК КП Узбекистану.
У грудні 1962 — грудні 1964 року — 2-й секретар Ташкентського промислового обласного комітету КП Узбекистану.
У грудні 1964 — березні 1977 року — голова Узбецької республіканської Ради профспілок.
Був першим головою Федерації футболу Узбекистану, членом президії Федерації футболу СРСР. У 1964—1990 роках — член Всесвітньої ради захисту миру, заступник голови Радянського комітету захисту миру, голова Узбецького комітету захисту миру та Фонду миру.
З 1977 року — заступник міністра освіти Узбецької РСР; голова Державного комітету з праці та соціальних питань Узбецької РСР.
Працював ректором Ташкентського інституту народного господарства, ректором Ташкентського педагогічного інституту.
До червня 1990 року — голова Ревізійної комісії КП Узбекистану.
У 1991—1992 роках — міністр народної освіти Узбецької РСР.
Потім — на пенсії в Ташкенті.

## Нагороди
- три ордени Трудового Червоного Прапора (1965, 9.09.1971, 8.12.1973)
- медаль «За трудову доблесть»
- медалі